# متحف بيت طاهر صلاهوف
متحف بيت طاهر صلاهوف (بالأذربيجانية: Tahir Salahovun ev-muzeyi) - هو المتحف الذكري لرسام الأذربيجاني، بطل العمل الاشتراكي (الاتحاد السوفيتي)، جائز علي جوائز الأذربيجاني والاتحاد السوفيتي، الرسام الشعبي في الاتحاد السوفيتي، بروفيسور طاهر صلاهوف.

## تاريخه

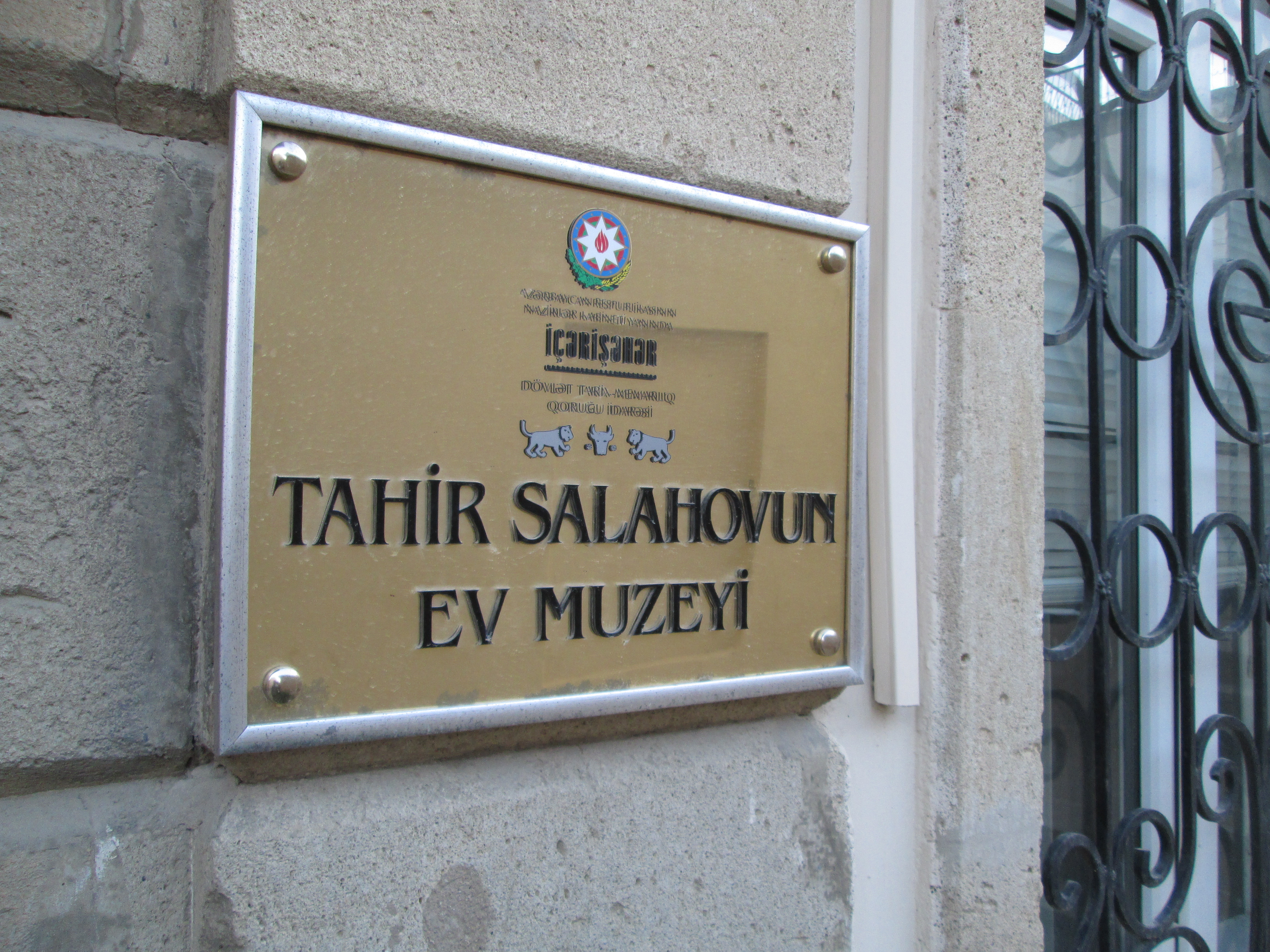

وقع رئيس الجمهورية الأذربايجانية إلهام علييف مرسوما عن إنشاء متحف البيت لطاهر صلاهوف في باكو، في 13 أكتوبر 2011.
البيت الذي ولد طاهر صلاهوف، يقع في شارع إلياس أفاندييف، في المدينة القديمة.
في عام 2012، تم أنشاء المتحف من قبل إدارة المحمية التاريخية المعمارية الحكومية «المدينة القديمة».
كرس معرض المتحف لحياته ونشاته الفنان الأذربيجاني طاهر صلاهوف.
أتحف الفنان 735 المعارض إلى المتحف.
بينهم لوحات الفنان، أعراضه الخاصة ومجموعات السجاد وأرشيف الصور.
و يتكون المعرض من الثلاث الطوابق.
في الطابق الثالث تقع ورشة طاهر صلاهوف.
في مجموعة المتخف 798 معروضة.